# Постпанк-ривайвл
Постпанк-ривайвл (також іноді, як інді-рок ривайвл) — це жанр або напрямок інді-року, що виник на початку 2000-х років, коли музиканти почали грати урізану та спрощену версію гітарного року, натхненну оригінальним звучанням та естетикою постпанку, нью-вейву та гаражного року. Він тісно пов'язаний з нью-вейв ривайвлом та гараж-рок ривайвлом.
Жанр робить акцент на «рок-автентичності», що було реакцією на комерціалізацію орієнтованих на MTV ню-металу, хіп-хопу та «м'яких» постбритпоп-гуртів. Комерційний прорив жанру відбувся з виходом альбому Is This It гурту The Strokes у 2001 році. Зеніту жанр досяг у середині десятиліття з успіхом Bloc Party, Arctic Monkeys та The Killers. Згодом пізніші інді- та постпанк гурти почали критикувати, називаючи їх «звалищем інді».